# Galeropsis madagascariensis
Galeropsis madagascariensis är en svampart som beskrevs av Pat. ex Singer 1962. Galeropsis madagascariensis ingår i släktet Galeropsis och familjen Bolbitiaceae.   Inga underarter finns listade i Catalogue of Life.